# بودیسلاف (منطقه تابور)
بودیسلاف (به چکی: Budislav) یک منطقهٔ مسکونی در جمهوری چک است که در منطقه تابور واقع شده‌است. بودیسلاف ۸٫۸۴ کیلومتر مربع مساحت و ۴۱۲ نفر جمعیت دارد و ۴۵۵ متر بالاتر از سطح دریا واقع شده‌است.